# Hesperonatalius harrietae
Espèce
Hesperonatalius harrietae est une espèce d'araignées mygalomorphes de la famille des Anamidae.

## Distribution
Cette espèce est endémique du Mid West en Australie-Occidentale,. Elle se rencontre vers Oakajee et Geraldton.

## Description
Le mâle holotype mesure 9,9 mm.

## Étymologie
Cette espèce est nommée en l'honneur de Harriet Castalanelli.

## Publication originale
- Castalanelli, Huey, Hillyer & Harvey, 2017 : Molecular and morphological evidence for a new genus of small trapdoor spiders from arid Western Australia (Araneae: Mygalomorphae: Nemesiidae: Anaminae). Invertebrate Systematics, vol. 31, no 4, p. 492-505.